# Helmitheros vermivorus
El chipe vermívoro o reinita gusanera (Helmitheros vermivorus) es la única especie de su género. Es un ave migratoria que anida en bosques de América del Norte e inverna en México, las Antillas y América Central. 